# Стрельнинское кладбище
Стрельнинское кла́дбище — историческое действующее кладбище закрытого типа. Располагается на берегу Финского залива в пос. Стрельна Петродворцового района Санкт-Петербурга. На территории находится Объект культурного наследия регионального значения - Братские могилы советских воинов, погибших во время Великой Отечественной войны.

## История
Кладбище существует с XVIII века.  По другим данным — с начала XIX века. Свое название погост получил от поселка Стрельна на южном берегу Финского залива.
В 1886 году на кладбище была возведена деревянная церковь во имя Успения Богородицы, украшенная резьбой и двумя луковичными главками, которая была разрушена в годы войны.. По другим данным — в послевоенное время.
5 октября 1941 года на пляж у кладбища высадилась группа из 1-го Стрельнинского десанта, бойцам которой, около 250 человек, удалось пройти кладбище и завязать бой у Петергофского шоссе, откуда группа была отброшена к Нижней дороге, где группа была уничтожена.
На кладбище находятся братские захоронения:
- Братские могилы советских воинов, погибших во время Великой Отечественной войны[7]. Мемориал включает в себя два памятника, перед ними установлена каменная ваза с основанием, к ней прикреплены две металлические опоры для венков. Первый памятник (фигура красноармейца с ППШ) установлен советским воинам, похороненным в братских могилах. Второй памятник установлен в память о воинах, чьи останки были найдены в 1960-е годы в блиндаже возле возвышенности, где ул. Пристанская примыкает к Санкт-Петербургскому шоссе, и также захоронены на кладбище. Общая площадь братского захоронения 100 м².  Объект культурного наследия народов РФ регионального значения. Рег. № 781721203250005 (ЕГРОКН)

- Братская могила моряков, погибших в годы Великой Отечественной войны[8]

- Братская могила жителей Стрельны, погибших в годы войны[9]

На кладбище также похоронены:
- М. А. Соколов — участник Великой Отечественной войны, Герой Советского Союза.
- Степан Сергеевич Семенец — один из немногих оставшихся в живых участников 2-го Стрельнинского десанта[6], известный своими мемуарами.[10][11]
- А. Ф. Баганц (1839—1893) — артист оркестра Императорской русской оперы, скрипач[12]
- П. Т. Толстихин — яхтсмен, участник Олимпийских игр 1956 года в Мельбурне, двукратный чемпион СССР, организатор парусного спорта в СССР и Российской Федерации.[13].
- Л. З. Народицкий — советский легкоатлет, чемпион СССР, двукратный победитель Мемориала братьев Знаменских, участник Олимпийских игр 1964 года в Токио. [12]

По словам хранителя музея «Морская Стрельна» Олега Павловича Вареника, иосифляне считают, что на кладбище расположен кенотаф Святого Новомученика Протоиерея Измаила Рождественского (1894—1937).